# العلاقات النيجرية التوغوية
العلاقات النيجرية التوغولية هي العلاقات الثنائية التي تجمع بين النيجر وتوغو.

## مقارنة بين البلدين
هذه مقارنة عامة ومرجعية للدولتين:
| وجه المقارنة                                              | النيجر          | توغو            |
| --------------------------------------------------------- | --------------- | --------------- |
| المساحة (كم2)                                             | 1.27 مليون      | 56.78 ألف       |
| عدد السكان (نسمة)                                         | 21.48 مليون     | 7.80 مليون      |
| الكثافة السكانية (ن./كم²)                                 | 16.91           | 137.37          |
| العاصمة                                                   | نيامي           | لومي            |
| اللغة الرسمية                                             | لغة فرنسية      | لغة فرنسية      |
| العملة                                                    | فرنك غرب أفريقي | فرنك غرب أفريقي |
| الناتج المحلي الإجمالي (بليون دولار)                      | 8.12 مليار      | 4.81 مليار      |
| الناتج المحلي الإجمالي (تعادل القوة الشرائية) بليون دولار | 19.01 مليار     | 10.67 مليار     |
| الناتج المحلي الإجمالي الاسمي للفرد دولار أمريكي          | 358             | 559             |
| الناتج المحلي الإجمالي للفرد دولار أمريكي                 | 938             | 1.43 ألف        |
| مؤشر التنمية البشرية                                      | 0.348           | 0.484           |
| رمز المكالمات الدولي                                      | +227            | +228            |
| رمز الإنترنت                                              | .ne             | .tg             |
| المنطقة الزمنية                                           | ت ع م+01:00     | 00              |

## منظمات دولية مشتركة
يشترك البلدان في عضوية مجموعة من المنظمات الدولية، منها:
| علم المنظمة | اسم المنظمة                                 | تاريخ انضمام النيجر | تاريخ انضمام توغو |
| ----------- | ------------------------------------------- | ------------------- | ----------------- |
|             | الاتحاد البريدي العالمي                     | ?                   | ?                 |
|             | البنك الدولي للإنشاء والتعمير               | 24 أبريل 1963       | 1 أغسطس 1962      |
|             | منظمة التجارة العالمية                      | ?                   | ?                 |
|             | يونسكو                                      | 10 نوفمبر 1960      | 17 نوفمبر 1960    |
|             | منظمة التعاون الإسلامي                      | ?                   | ?                 |
|             | المركز الدولي لتسوية المنازعات الاستشارية   | 14 ديسمبر 1966      | 10 سبتمبر 1967    |
|             | أحدى                                        | ?                   | ?                 |
|             | منظمة الشرطة الجنائية الدولية               | ?                   | ?                 |
|             | مؤسسة التنمية الدولية                       | 24 أبريل 1963       | 21 أغسطس 1962     |
|             | أفريستات ‏                                   | 21 سبتمبر 1993      | 21 سبتمبر 1993    |
|             | مجموعة دول أفريقيا والكاريبي والمحيط الهادئ | ?                   | ?                 |
|             | وكالة ضمان الاستثمار متعدد الأطراف          | 10 مايو 2012        | 15 أبريل 1988     |
|             | الاتحاد الأفريقي                            | ?                   | ?                 |
|             | منظمة حظر الأسلحة الكيميائية                | ?                   | ?                 |
|             | مؤسسة التمويل الدولية                       | 7 يناير 1980        | 4 سبتمبر 1962     |
|             | البنك الإفريقي للتنمية                      | ?                   | ?                 |
|             | الأمم المتحدة                               | 20 سبتمبر 1960      | 20 سبتمبر 1960    |
|             | الاتحاد الدولي للاتصالات                    | 14 نوفمبر 1960      | 14 سبتمبر 1961    |
|             | مجلس الوفاق                                 | ?                   | ?                 |